# Kurkkio
Kurkkio är en by i Pajala kommun, Norrbottens län. Orten tillhör Junosuando församling.
Kurkkio är ungefär en tvåhundra år gammal ort, som delas av Torneälven. Byns skola var tidigare belägen på ön Kurkkionsaari och flyttades senare till Palosaari. Skolan lades ner kring 1940, vartefter barnen undervisades i Junosuando. På 1950-talet upprättades en bilväg mellan Kurkkio och grannbyn Nurmasuando. 1961 färdigställdes vägen till Junosuando på östra sidan av Torneälven och 1972 likaså på den västra sidan. Orten fick elektricitet 1959 och redan 1947 kom den första telefonen till byn.
I Augusti 2020 fanns det enligt Ratsit 13 personer över 16 år registrerade med Kurkkio som adress.